# Kerk van de Onbevlekte Ontvangenis (Herstal)

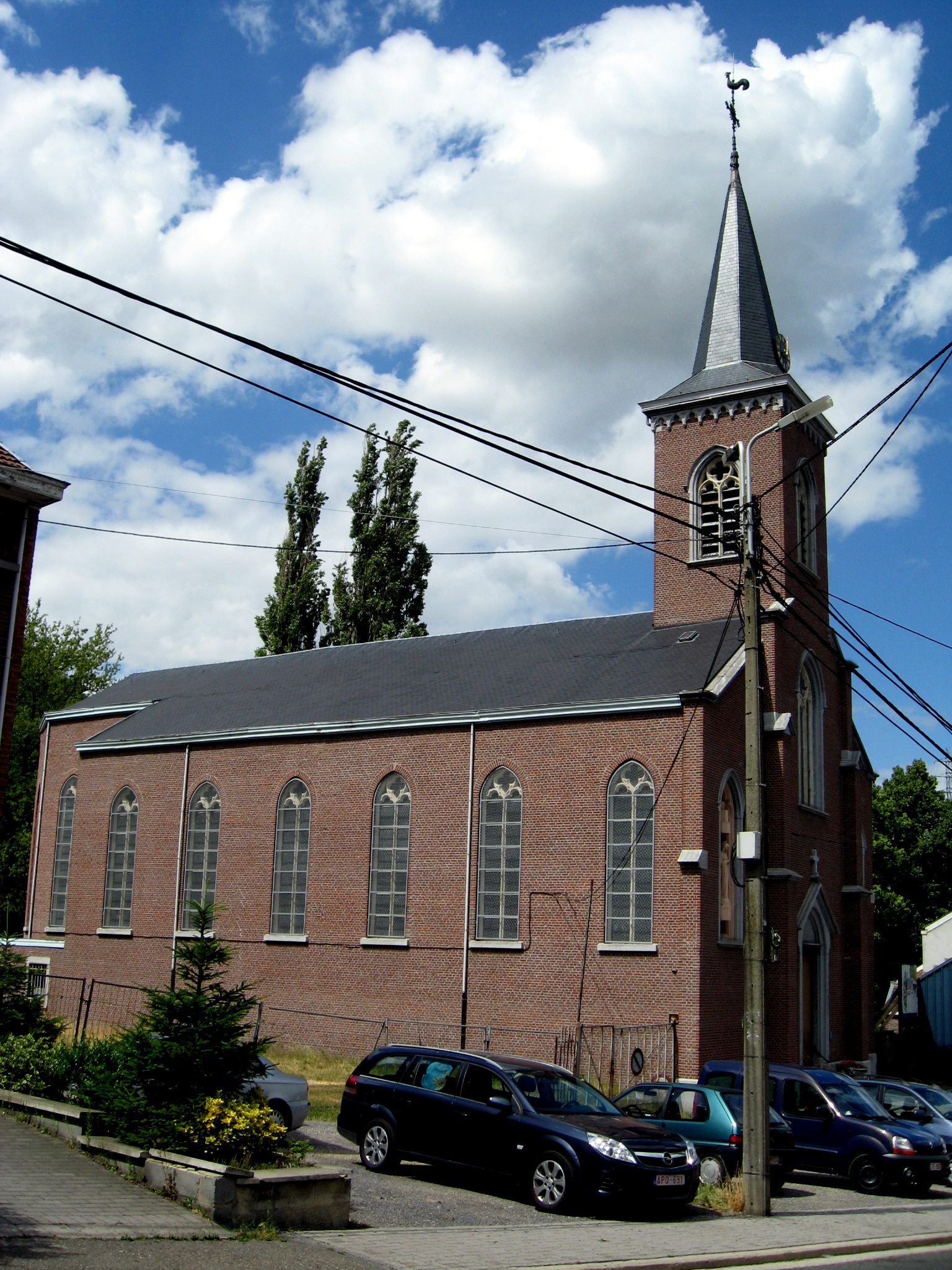
Kerk van de Onbevlekte Ontvangenis

De kerk van de Onbevlekte Ontvangenis (Église de l'Immaculée Conception) is een kerkgebouw te Herstal, in de wijk La Préalle.
Deze neogotische bakstenen kerk, gebouwd tussen 1859 en 1874, bevindt zich aan de voet van een terril. De kerk bezit een neogotische monstrans in de vorm van een toren, van 1871.